# Paleis van İshak Paşa

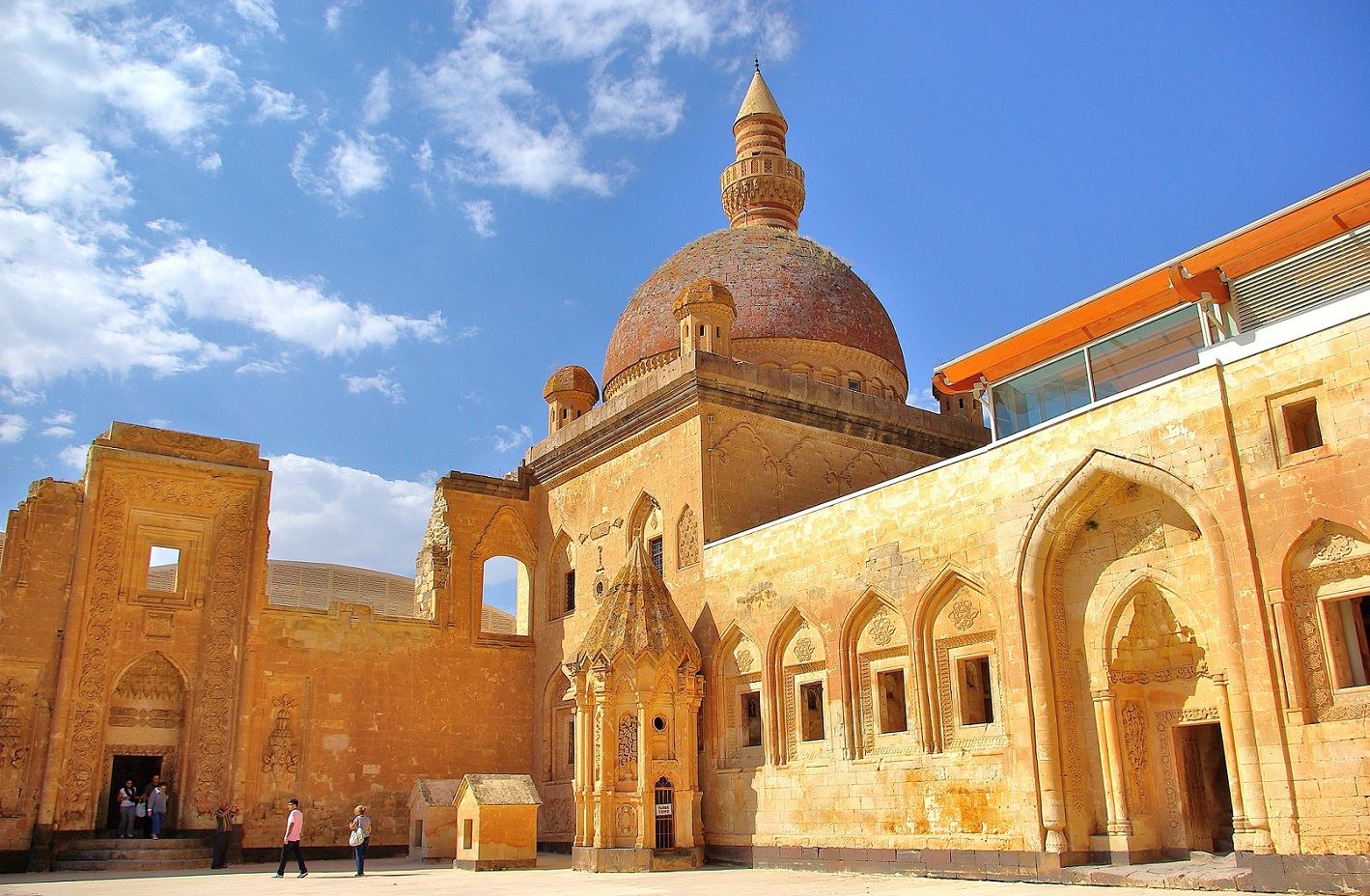
Het paleis van İshak Paşa

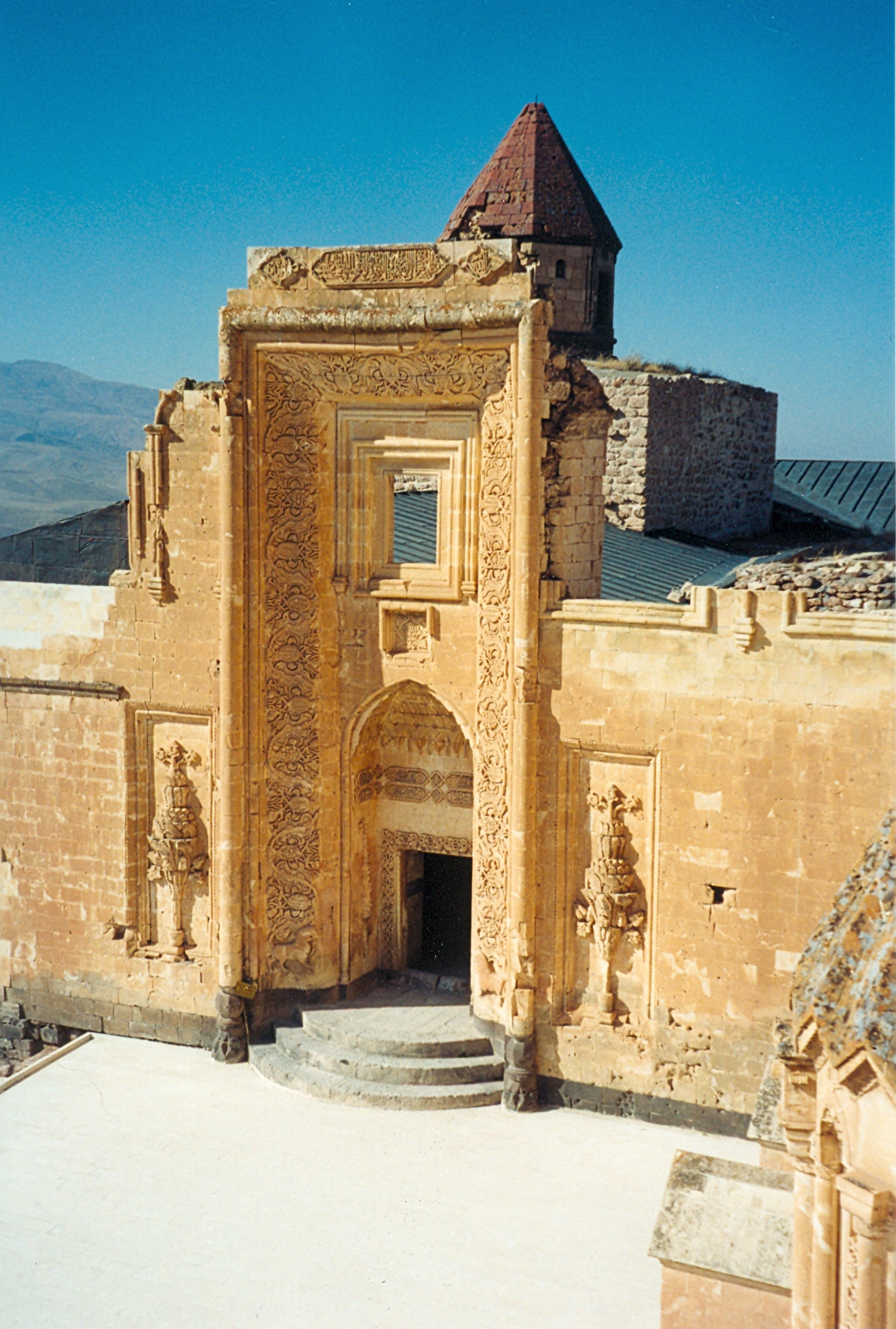
Binnenplaats

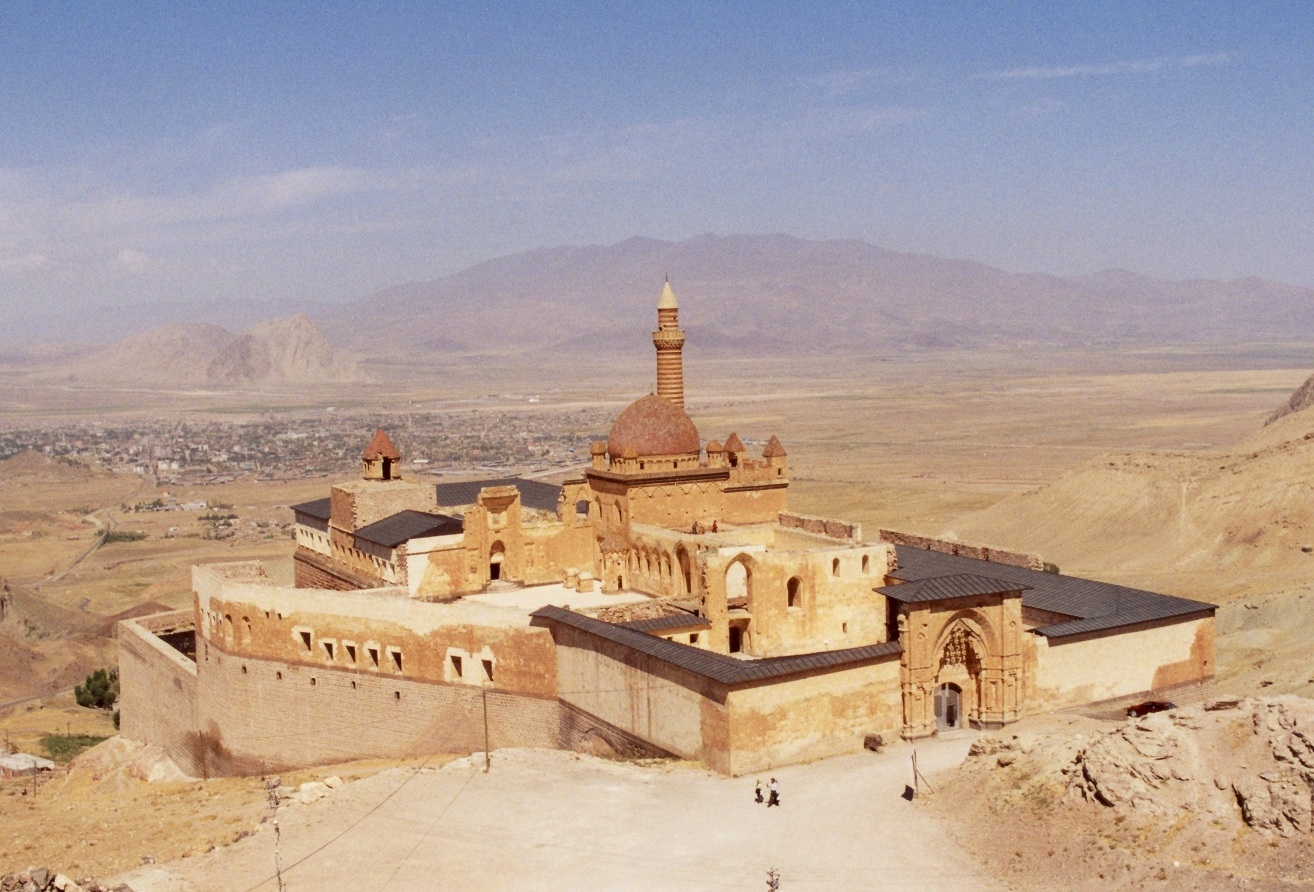
Het paleis van İshak Paşa

Het paleis van İshak Paşa (Turks: İshak Paşa Sarayı) is een grotendeels ingestort Ottomaans paleis dat zich op een heuvel in de Turkse provincie Ağrı in Oost-Anatolië bevindt. Het ligt vijf kilometer ten oosten van de stad Doğubeyazıt.
Het paleis werd gebouwd in opdracht van Colak Abdi Pasha. Met de bouw werd gestart in 1685. Volgens de inscriptie in de deur, is de harem voltooid door zijn kleinzoon Ishak (Izaak) Pasha in 1784.
Het paleis is eerder een complex van gebouwen dan een aaneengesloten paleis. Het is de tweede administratieve campus, na het Topkapi-paleis in Istanboel en het bekendste paleis dat gebouwd is in recentere jaren.
Op een heuvel, vijf km ten oosten van Doğubeyazıt is het paleis gebouwd. Het was het grootste monumentale gebouw in het Ottomaanse Rijk uit de Lale Devri periode. Het is een van de markantste en beste voorbeelden van de 18e-eeuwse Ottomaanse architectuur en het is daarnaast kunsthistorisch erg waardevol.
Het paleis was gebouwd in een periode waarin kastelen niet meer garant stonden voor de veiligheid en waarin vuurwapens werden ontwikkeld. De verdediging van het paleis naar de heuvelkant in het oosten is zwak, met de hoofdingang als zwakste punt. De structuur van de hoofdingang, wat bekwaam was afgewerkt, is niet anders dan van andere ingangen van paleizen in Istanboel en op andere plaatsen in Anatolië.
Het Paleis van İshak Paşa is uniek  onder de historische Turkse paleizen.

## Delen
Het complex bevat de volgende delen:
- façades aan de buitenkant
- binnen- en buitenplaats
- mannenverblijfplaats (selamlık)
- moskee
- soepkeuken (Darüzziyafe)
- bad
- harem
- zaal voor ceremonies en ontspanning
- poorten
- wapenkamer
- mausoleum
- bakker
- kerker